# Tim Schenken
 Tim Schenken  va ser un pilot de curses automobilístiques australià que va arribar a disputar curses de Fórmula 1.
Va néixer el 26 de setembre del 1943 a Gordon, Sydney, Nova Gal·les del Sud, Austràlia.

## A la F1
Tim Schenken va debutar a la novena cursa de la temporada 1970 (la 21a temporada de la història) del campionat del món de la Fórmula 1, disputant el 16 d'agost del 1970 el GP d'Àustria al circuit de Österreichring.
Va participar en un total de trenta-sis curses puntuables pel campionat de la F1, disputades en cinc temporades consecutives (1970 - 1974) aconseguint un podi com a millor classificació en una cursa i assolí un total de set punts pel campionat del món de pilots.

## Resultats a la Fórmula 1
| Any  | Equip                      | Xassís       | Motor    | 1     | 2       | 3      | 4       | 5       | 6       | 7       | 8       | 9       | 10      | 11      | 12      | 13      | 14     | 15      | Posició | Punts |
| ---- | -------------------------- | ------------ | -------- | ----- | ------- | ------ | ------- | ------- | ------- | ------- | ------- | ------- | ------- | ------- | ------- | ------- | ------ | ------- | ------- | ----- |
| 1970 | Frank Williams Racing Cars | de Tomaso    | Cosworth | SUD   | ESP     | MON    | BEL     | HOL     | FRA     | GBR     | ALE     | AUT Ret | ITA Ret | CAN NC  | USA Ret | MEX     |        |         | -       | 0     |
| 1971 | Motor Racing Developments  | Brabham      | Cosworth | SUD   | ESP 9   | MON 10 | HOL Ret | FRA 12  | GBR 12  | ALE 6   | AUT 3   | ITA Ret | CAN Ret | USA Ret |         |         |        |         | 14è     | 5     |
| 1972 | Oxo Team Surtees           | Surtees      | Cosworth | ARG 5 | SUD Ret | ESP 8  |         |         |         |         |         |         |         |         |         |         |        |         | 19è     | 2     |
| 1972 | Flame Out-Team Surtees     | Surtees      | Cosworth |       |         |        |         |         | FRA 17  | GBR Ret |         |         |         |         |         |         |        |         | 19è     | 2     |
| 1972 | Team Surtees               | Surtees      | Cosworth |       |         |        | MON Ret | HOL Ret |         |         | ALE 14  | AUT 11  | ITA Ret | CAN 7   |         |         |        |         | 19è     | 2     |
| 1972 | Team Surtees               | Surtees      | Cosworth |       |         |        |         |         |         |         |         |         |         |         | USA Ret |         |        |         | 19è     | 2     |
| 1973 | Frank Williams Racing Cars | Iso-Marlboro | Cosworth | ARG   | BRA     | SUD    | ESP     | BEL     | MON     | SUE     | FRA     | GBR     | HOL     | ALE     | AUT     | ITA     | CAN 14 | USA     | -       | 0     |
| 1974 | Trojan-Tauranac Racing     | Trojan       | Cosworth | ARG   | BRA     | SUD    | ESP 14  | BEL 10  | MON Ret | SUE     | HOL NVQ | FRA     | GBR Ret | ALE NVQ | AUT 10  | ITA Ret | CAN    |         | -       | 0     |
| 1974 | John Player Team Lotus     | Lotus        | Cosworth |       |         |        |         |         |         |         |         |         |         |         |         |         |        | USA DSQ | -       | 0     |

### Resum
| Curses: | Victòries: | Pòdiums: | Poles: | Voltes ràpides: | Punts: |
| ------- | ---------- | -------- | ------ | --------------- | ------ |
| 36      | 0          | 1        | 0      | 0               | 7      |